# Gavril Serfőző
Gavril Serfőző (n. 25 septembrie 1926, Oradea, România – d. 16 mai 2002, Oradea, România) a fost un fotbalist român. A jucat 222 de meciuri în Divizia A și a participat la Jocurile Olimpice din 1952.

## Carieră
Sportivul s-a apucat de fotbal în orașul său natal, Oradea, la Nagyváradi AC (Club Atletic Oradea). După încheierea celui de-al Doilea Război Mondial a fost promovat la prima echipă, care a jucat sub numele de Libertatea Oradea în Divizia A unde a debutat la 1 septembrie 1946. În sezonul 1948-1949 s-a transferat la CSCA București (ulterior Steaua București). Cu CSCA a câștigat Cupa României în 1949 și 1950.
La începutul sezonului 1951, Serfőző s-a întors la Oradea, acum cunoscut sub numele de Progresul Oradea. În 1953 s-a alăturat rivalei din ligă, Flamura Roșie Arad. La Arad, el a câștigat pentru a treia oară Cupa în 1953 și campionatul din 1954.
Serfőző a rămas la Arad până în 1958, când a fost suspendat pentru un an. A trecut apoi în Divizia B și a jucat pentru CSM Reșița și CFR Timișoara, unde și-a încheiat cariera în 1962.
Gavril Serfőző a jucat 13 meciuri pentru echipa națională de fotbal a României între 1950 și 1954, marcând două goluri. Primul său meci în tricoul echipei naționale a fost împotriva Cehoslovaciei, pe 21 mai 1950. În 1952, a făcut parte din lotul pentru Jocurile Olimpice de la Helsinki și a jucat împotriva viitoarei campioane olimpice, Ungaria.

## Palmares
- Participant la Jocurile Olimpice: 1952
- Campion al României: 1954
- Cupa României: 1948-1949, 1950, 1953

## Distincții
- Medalia Muncii (19 noiembrie 1952) pentru rezultatele obținute la Jocurile Olimpice de vară de la Helsinski[5]